# Selwyn (cantante)
Selwyn Pretorius, noto semplicemente come Selwyn (Durban, 1982), è un cantante sudafricano naturalizzato australiano.

## Biografia
Selwyn si è fatto conoscere con l'album in studio Meant to Be, certificato oro dalla Australian Recording Industry Association ed entrato nelle ARIA Charts al 7º posto. Il disco contiene i brani di successo Buggin' Me, Way Love's Supposed to Be e Rich Girl; gli ultimi due sono stati certificati oro dalla ARIA e hanno raggiunto la top ten della hit parade australiana.
Il secondo LP One Way, uscito due anni più tardi, è stato promosso dal singolo One Way, quarto ingresso dell'artista nella top 30 nazionale.

## Discografia

### Album in studio
- 2002 – Meant to Be
- 2004 – One Way

### Singoli
- 2001 – Buggin' Me
- 2002 – Way Love's Supposed to Be
- 2002 – Rich Girl
- 2002 – Like This, like That
- 2004 – Boomin'